# Passage (album)
Passage – czwarty studyjny album szwajcarskiego zespołu Samael, wydany 19 sierpnia 1996 r. przez wytwórnię Century Media Records. Do utworu "Jupiterian Vibe" nakręcony został wideoklip. W trakcie sesji nagraniowej do Passage powstało więcej utworów, niż znalazło się na płycie - pozostałe ukazały się w 1998 r. jako EP Exodus.
Xy, wówczas pod pseudonimem Xytras, nagrał alternatywną, neoklasycystyczną wersję płyty Passage, zawierającą także dwa utwory z Exodus. Album Xytrasa został wydany w 2007 r. nakładem Century Media Records.
W 2007 r. wydana została przez Century Media Records reedycja albumu zawierająca dodatkowo utwory z Exodus oraz nową okładkę.

## Lista utworów
1. "Rain" – 4:00
2. "Shining Kingdom" – 3:37
3. "Angel's Decay" – 3:37
4. "My Saviour" – 4:08
5. "Jupiterian Vibe" – 3:22
6. "The Ones Who Came Before" – 3:42
7. "Liquid Soul Dimension" – 3:41
8. "Moonskin" – 3:56
9. "Born Under Saturn" – 4:18
10. "Chosen Race" – 4:07
11. "A Man in Your Head" – 3:43

## Twórcy
- Vorph - gitara, wokal;
- Kaos - gitara;
- Masmiseim - gitara basowa;
- Xy - instrumenty klawiszowe, programowanie.

Autorem tekstów jest Vorph, muzykę napisał Xy.